# Alastor pannonicus
Alastor pannonicus är en stekelart som beskrevs av Blüthgen 1956. Alastor pannonicus ingår i släktet Alastor och familjen Eumenidae. Inga underarter finns listade i Catalogue of Life.